# Соснова Поляна (платформа)
Соснова Поляна — залізнична платформа в межах Санкт-Петербурга на напрямку Санкт-Петербург-Балтійський — Каліщі. Розташована біля проспекту Народного Ополчення. Назва походить від назви історичного району Соснова Поляна.
Пересадка:
- на соціальні автобуси № 130, 163, 229,
- комерційні автобуси № К130, К165, К297, К306, К-333
- трамвай № 52

Раніше платформа також обслуговувала приміський напрямок на станцію Краснофлотськ, яку закрито у 2011 році.
| Попередня станція | Лінія | Лінія                    | Лінія | Наступна станція |
| ----------------- | ----- | ------------------------ | ----- | ---------------- |
| Лігово            |       | Калищенський напрямок ОЗ |       | Сергієво         |